# 上海浦東源深体育場
上海浦東源深体育中心体育場（シャンハイほとうげんしんたいいくちゅうしんたいいくじょう）は中華人民共和国上海市浦東新区に位置する多目的競技場である。源深体育中心（スポーツセンター）内にある。

## 概要
収容人数は20,000人。かつて存在した中国のプロサッカークラブ、上海聯城のホームスタジアムであった。また2007年に上海聯城と合併した上海申花も、もともとホームとして使用していた上海虹口足球場が女子ワールドカップ準備工事で閉鎖されていたため、開幕からこの源深体育場を代替使用している。

## 交通アクセス
上海地下鉄6号線の源深体育中心駅下車後徒歩すぐ。